# Cassy Vericel
Cassy Vericel est une gymnaste artistique française, née le 10 janvier 1991 à Lyon.

## Biographie
Elle commence la gymnastique à l'âge de quatre ans dans un club à Chassieu. En 2002, elle intègre le pôle France à Saint-Étienne, où elle est entraînée par deux Chinois, Huanzong Cai et Xiaolin Ning.
Elle gagne la médaille de bronze au sol lors des Championnats du monde 2007 à Stuttgart, devenant ainsi la troisième Française à obtenir une médaille dans des Championnats du monde.
Aux Championnats d'Europe 2008 à Clermont-Ferrand, elle obtient la médaille de bronze par équipe avec ses coéquipières Laëtitia Dugain, Pauline Morel et Marine Petit, une première dans l'histoire de la gymnastique artistique féminine française.
En juin 2008, à l'issue du championnat de France Elite, Cassy Véricel se qualifie pour les Jeux olympiques de Pékin. Quelques jours avant les qualifications, alors qu'elle est déjà à Pékin, elle se blesse à la cheville et doit déclarer forfait, mettant ainsi fin à a carrière.

## Palmarès

### Championnats du monde
- Stuttgart 2007
  -  médaille de bronze au sol

### Championnats d'Europe
- Amsterdam 2007
  - 4e au sol.

- Clermont-Ferrand 2008
  -  médaille de bronze par équipes